# Smalltown Stardust
Smalltown Stardust es el quinto álbum de estudio del músico estadounidense King Tuff. Fue publicado el 27 de enero de 2023 a través de Sub Pop Records.

## Promoción y lanzamiento
El 26 de octubre de 2022, se anunció su quinto álbum de estudio, Smalltown Stardust, y fue descrito por el músico como “un álbum sobre el amor, la naturaleza y la juventud”. La canción del mismo nombre fue publicada como el sencillo principal del álbum el mismo día. Un segundo sencillo, «Portrait of God», se publicó el 30 de noviembre de 2022. El tercer y último sencillo, «Tell Me», se lanzó el 11 de enero de 2023.

## Recepción de la crítica
En Metacritic, el álbum obtuvo un puntaje promedio de 84 sobre 100, basado en 4 críticas, lo cual indica “aclamación universal”. El crítico de Northern Transmissions, Stephan Boissonneault, comentó: “Smalltown Stardust definitivamente sorprenderá a los fanáticos del viejo King Tuff, pero no hay duda de que los verdaderos fanáticos se quedarán con él y los nuevos oyentes se deleitarán con canciones como «The Wheel»”. El crítico de la revista Narc Magazine, Lee Hammond, declaró: “Este es un disco reflexivo, envuelto en alegría. Hay una naturaleza sincera en las canciones, particularmente en la canción principal «Smalltown Stardust», donde la pasión de King Tuff emana del disco”.

## Lista de canciones
Todas las canciones escritas y compuestas por Kyle Thomas y Sasami Ashworth, excepto donde esta anotado. 
| N.º | Título                             | Duración |  |
| 1.  | «Love Letters to Plants»           | 2:44     |  |
| 2.  | «How I Love»                       | 4:48     |  |
| 3.  | «A Meditation»                     | 0:51     |  |
| 4.  | «Portrait of God»                  | 3:39     |  |
| 5.  | «Smalltown Stardust»               | 3:08     |  |
| 6.  | «Pebbles in a Stream» (Thomas)     | 3:54     |  |
| 7.  | «Tell Me»                          | 3:21     |  |
| 8.  | «Rock River» (Thomas)              | 3:26     |  |
| 9.  | «The Bandits of Blue Sky» (Thomas) | 3:45     |  |
| 10. | «Always Find Me»                   | 3:58     |  |
| 11. | «The Wheel»                        | 4:44     |  |

## Créditos y personal
Créditos adaptados desde las notas de álbum de Smalltown Stardust.
Personal técnico
- King Tuff – producción, ingeniero de audio
- Sasami Ashworth – producción
- Bryce Gonzales – ingeniería adicional
- Greg Koller – mezclas
- Pat Sullivan – masterización en Bernie Grundman Mastering

Diseño
- Zachary Stephens – fotografía
- BFF Ruth Garbus – fotografía
- King Tuff – diseño de portada, ilustración
- Big Luke Thomas – ilustración
- Chris Weisman – palabras